# Amiens Université Club Athlétisme
L’Amiens Université Club Athlétisme, ayant pour sigle AUC, est un club d'athlétisme pluridisciplinaire présent à Amiens en France dans le département de la Somme. L'Amiens UC évolue en division Elite aux Championnats de France interclubs d'athlétisme.

## Le club
L'Amiens UC est labellisé 5 étoiles nationales par la fédération française d'athlétisme. Une section trail voit le jour le 10 septembre 2011.

## Athlètes

### Athlètes actuels
- Stella Akakpo : spécialiste du sprint et du relais. Championne d'Europe juniors du 100 mètres. Vice-championne d'Europe 2014 du relais 4 × 100 mètres.
- Sandrine Champion : spécialiste du saut en hauteur. Championne de France 2015. Championne de France en salle.
- Antoine Lebecque : spécialiste des courses de fond. 1er espoir picard au championnat de France de 10 km en 2018 à Liévin. Ex-Recordman de France espoir du 5 km en 15 min 26 s à la course des 4 saisons à Amiens, le 3 mars 2019. Ex détenteur du célèbre KOM de la côte du Christ.
- Émilie Gaydu : spécialiste du sprint et du relais.  Championne de France du 200 mètres en salle.
- Florent Maillard : spécialiste du 800 mètres.
- Yassine Mandour : spécialiste des courses de fond. Champion de France de cross-country 2013.
- Thomas Noblesse : spécialiste des courses de petit fond. Champion Espoir 2018 de la corrida de Boves. Vainqueur 2017 du marathon d'Amiens en relais. Médaillé en chocolat du trail la Carolus Minus.
- Stéphane Szuster : spécialiste du lancer du poids. Vice-champion de France en salle.
- Mélanie Doutart: Spécialiste des courses de fond. Championne de France de 10 km route à Aubagne en 2017[2], médaillée de bronze de 3000 mètres indoor aux championnats de France Elite en salle en 2018[3], médaillée de bronze sur 5000 mètres aux championnats de France d'athlétisme Elite en 2017 à Marseille[4].

### Anciens athlètes
- Chantal Langlacé : spécialiste des courses de fond.  Ancienne recordwoman du monde du marathon.
- Marie Collonvillé : spécialiste de l'heptathlon.
- Fabé Dia : spécialiste du 200 mètres. Championne de France en salle et en plein air.
- David Patros : spécialiste du sprint. Champion de France du 100 mètres.
- Marie Gayot : spécialiste du 400 mètres. Double d'Europe du relais 4 × 400 mètres. Quadruple championne de France.
- Angel Chelala : spécialiste du 400 mètres. Vice-champion de France 2013.
- Brice Leroy : spécialiste du 800 mètres. Champion de France du 800 mètres en salle.
- Bertrand Moulinet : spécialiste de la marche athlétique. Champion de France du 20 km marche. 8e du 20 km marche et 12e du 50 km marche aux Jeux olympiques de Londres 2012.
- Philippe Barbier : spécialiste des courses de fond et d'ultrafond. Ancien recordman de France dans la discipline des 6 heures avec une distance de 80,784 km obtenue aux 6 heures de Saint-Denis en novembre 1974.
- Claude Ansard : spécialiste d'ultrafond, champion de France des 100 kilomètres à 2 reprises: 1983 et 1984 et vice-champion d'Europe de la discipline en 1982[5].
- Christine Guinaudeau
- Jean-Jacques Trogneux : Coureur de fond, spécialiste de Canicross. Vainqueur des dernières éditions du trail des Noctambules (2019) et de la Bretonvilloise (2018). Champion de Canicross, il fit une entrée remarquée au Championnat Fédéral FSLC à Fourmies. En 2019, bien qu'en pleine progression, il décide de se reconvertir au culturisme sans véritable succès.
- Benjamin Fauvergue : Gloire de la marche sportive samarienne, il fut régulièrement appelé comme joker lors des interclubs. Souvent imité jamais égalé, Il est l'actuel détenteur du record de la plus longue marche sans point.